# Eren Habirga Shan
Eren Habirga Shan är en bergskedja i Kina. Den ligger i den autonoma regionen Xinjiang, i den nordvästra delen av landet, omkring 210 kilometer väster om regionhuvudstaden Ürümqi.
Genomsnittlig årsnederbörd är 297 millimeter. Den regnigaste månaden är juli, med i genomsnitt 74 mm nederbörd, och den torraste är januari, med 6 mm nederbörd.